# Saint-Gorgon-Main
Saint-Gorgon-Main ist eine französische Gemeinde mit 258 Einwohnern (Stand: 1. Januar 2022) im Département Doubs in der Region Bourgogne-Franche-Comté. Sie gehört zum Arrondissement Pontarlier und ist Mitglied im Gemeindeverband Communauté de communes entre Doubs et Loue. Die Bewohner werden Les Moutons oder Les Saints-Gorgonnais und Les Saints-Gorgonnaises genannt.

## Geographie
Saint-Gorgon-Main liegt auf 690 m, etwa 14 Kilometer nördlich der Stadt Pontarlier (Luftlinie). Das Dorf erstreckt sich im Jura, im äußersten Nordosten des Hochplateaus von Val d’Usiers, zwischen der Karstquelle der Loue im Westen und dem Mont Pelé im Osten.
Die Fläche des 7,93 km² großen Gemeindegebiets umfasst einen Abschnitt des französischen Juras. Der westliche Teil des Gebietes wird von einem leicht gewellten Hochplateau eingenommen, das durchschnittlich auf 670 m liegt und teils von Wiesland, teils von Wald bedeckt ist. Es bildet den nordöstlichen Abschluss des Plateaus von Val d’Usiers. Im Westen wird diese Hochfläche begrenzt vom tief eingeschnittenen Erosionstal der Loue, wobei der Gemeindeboden nur bis an die Oberkante des Steilhanges reicht. Nach Osten erstreckt sich das Gemeindeareal über einen bewaldeten Hang auf den breiten Höhenrücken, der sich vom Mont Pelé zum Crêt Monniot hinzieht. In geologisch-tektonischer Hinsicht bildet dieser Kamm eine Antiklinale des Faltenjuras. Mit 1050 m wird hier die höchste Erhebung von Saint-Gorgon-Main erreicht. Das gesamte Gebiet besitzt keine oberirdischen Fließgewässer, weil das Niederschlagswasser im verkarsteten Untergrund versickert.
Die Gemeinde besteht aus den beiden Ortsteilen Saint-Gorgon (690 m) und La Main (680 m), beide auf dem Plateau am Westfuß des Mont Pelé gelegen. Nachbargemeinden von Saint-Gorgon-Main sind Aubonne im Norden, La Chaux im Osten sowie Ouhans im Süden.

## Geschichte

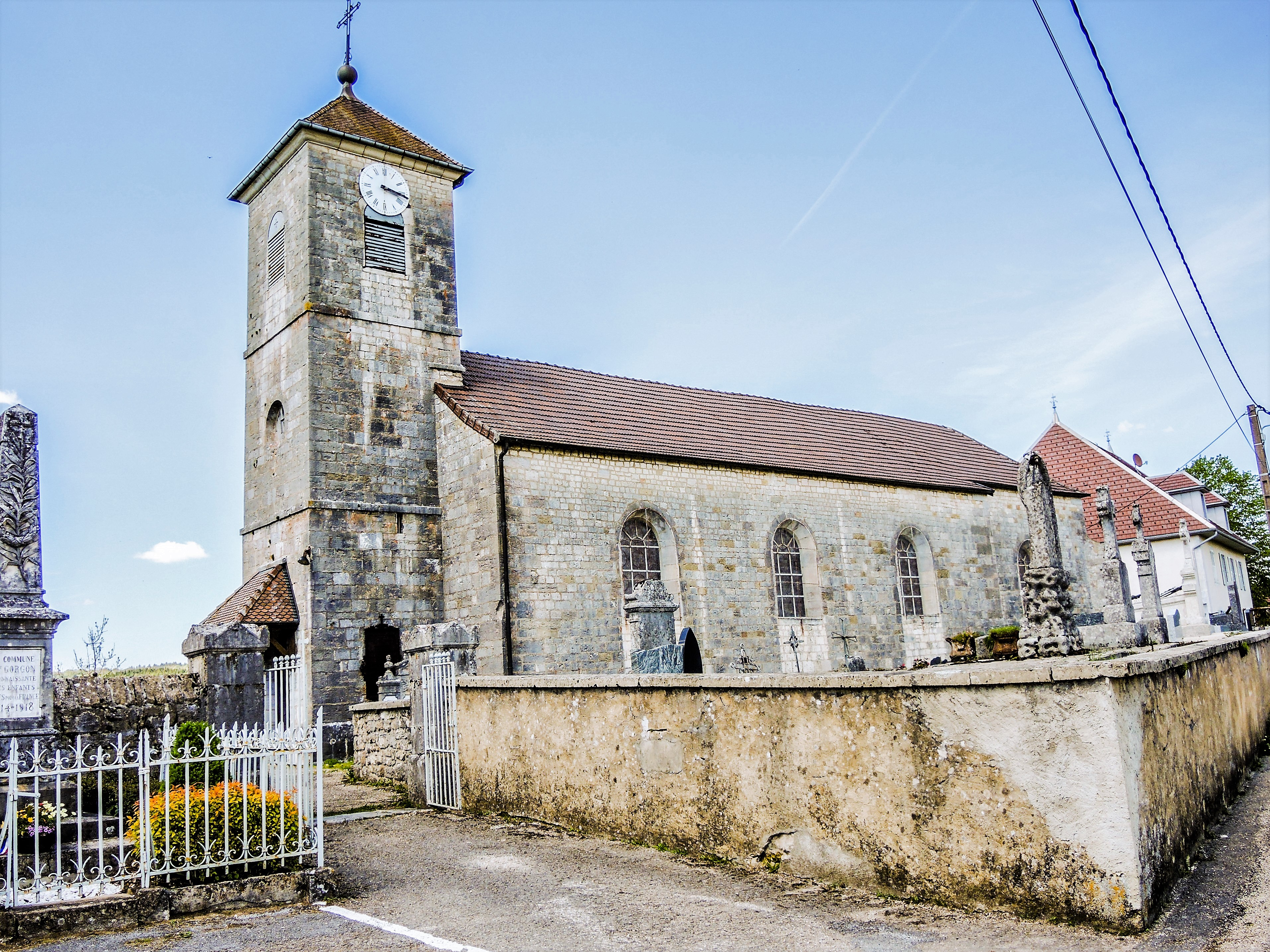
Kirche Saint-Gorgon

Im Mittelalter unterstand Saint-Gorgon der Herrschaft Châteauvieux. Zusammen mit der Franche-Comté gelangte das Dorf mit dem Frieden von Nimwegen 1678 an Frankreich. Seit alters her gehörte La Main zu Saint-Gorgon. Um Verwechslungen mit anderen Gemeinden desselben Namens zu vermeiden, wurde Saint-Gorgon im Jahr 1923 offiziell in Saint-Gorgon-Main umbenannt.

## Bevölkerung
| Jahr                       | 1962 | 1968 | 1975 | 1982 | 1990 | 1999 | 2006 | 2016 |
| Einwohner                  | 135  | 145  | 160  | 163  | 188  | 195  | 236  | 283  |
| Quellen: Cassini und INSEE |      |      |      |      |      |      |      |      |

Mit 258 Einwohnern (Stand 1. Januar 2022) gehört Saint-Gorgon-Main zu den kleinen Gemeinden des Départements Doubs. Nachdem die Einwohnerzahl in der ersten Hälfte des 20. Jahrhunderts markant abgenommen hatte (1886 wurden noch 330 Personen gezählt), wurde seit Beginn der 1960er Jahre wieder ein kontinuierliches Bevölkerungswachstum verzeichnet.

## Wirtschaft und Infrastruktur
Saint-Gorgon-Main war bis weit ins 20. Jahrhundert hinein ein vorwiegend durch die Landwirtschaft, insbesondere Milchwirtschaft und Viehzucht, sowie durch die Forstwirtschaft geprägtes Dorf. Daneben gibt es heute einige Betriebe des lokalen Kleingewerbes, unter anderem eine Sägerei und mehrere Handwerksbetriebe. Mittlerweile hat sich das Dorf auch zu einer Wohngemeinde gewandelt. Viele Erwerbstätige sind Wegpendler, die in den größeren Ortschaften der Umgebung ihrer Arbeit nachgehen.
Die Ortschaft ist verkehrstechnisch gut erschlossen. Sie liegt nahe der Hauptstraße N57, die von Besançon nach Pontarlier führt. Weitere Straßenverbindungen bestehen mit Ornans, Levier und Aubonne.